# Handelspolitiek
Handelspolitiek is het beleid dat door middel van overheidsbepalingen gevoerd wordt met betrekking tot de in‑, uit‑ en doorvoer. Invoerrechten, Invoer‑ en uitvoerquota, maar ook verboden zoals embargo's en boycots zijn instrumenten daarvoor. De Europese Unie is in deze voor de lidstaten exclusief de bevoegde instantie.